# Pro Patria et Libertate Sezione Calcio 1982-1983
Questa voce raccoglie le informazioni riguardanti la Pro Patria et Libertate Sezione Calcio nelle competizioni ufficiali della stagione 1982-1983.

## Stagione
Nella stagione 1982-1983 ci sono molte novità in casa bustocca, un nuovo presidente Mario Felotti, Francesco Laghi è il direttore sportivo e Carlo Soldo il nuovo tecnico. Nel girone A del difficile campionato di Serie C1 i tigrotti partono male, sommano 5 punti dopo 7 partite, poi la ripresa, a fine aprile la Pro Patria è sesta, poi accade l'irreparabile, un black-out inatteso, 2 soli punti raccolti nel momento topico, ovvero nelle ultime cinque giornate del torneo, ed il penultimo posto definitivo in classifica, che significa ritorno in Serie C2, dopo un solo anno trascorso nell'élite del calcio semipro. Si retrocede con Forlì, Mestre e Piacenza. Salgono in Serie B la Triestina ed il Padova.
Nella Coppa Italia di Serie C la Pro Patria disputa prima del campionato il girone 3 di qualificazione, che promuove il Legnano ai sedicesimi di finale.

## Rosa
| N. |                   | Ruolo | Calciatore         |
| -- | ----------------- | ----- | ------------------ |
|    | Italia (bandiera) | P     | Maurizio Baratella |
|    | Italia (bandiera) | A     | Giancarlo Bardelli |
|    | Italia (bandiera) | A     | Gregorio Basilico  |
|    | Italia (bandiera) | D     | Alfredo Betz       |
|    | Italia (bandiera) | P     | Giovanni Bidese    |
|    | Italia (bandiera) | C     | Salvatore Cerrone  |
|    | Italia (bandiera) | D     | Guido Corradi      |
|    | Italia (bandiera) | C     | Giuseppe De Biase  |
|    | Italia (bandiera) | A     | Roberto Di Nicola  |
|    | Italia (bandiera) | P     | Roberto Dore       |
|    | Italia (bandiera) | A     | Paolo Frara        |

| N. |                   | Ruolo | Calciatore           |
| -- | ----------------- | ----- | -------------------- |
|    | Italia (bandiera) | D     | Giuseppe Giani       |
|    | Italia (bandiera) | C     | Giancarlo Guidetti   |
|    | Italia (bandiera) | A     | Paolo Frara          |
|    | Italia (bandiera) | D     | Giuseppe Marozzi     |
|    | Italia (bandiera) | A     | Paolo Maruzzo        |
|    | Italia (bandiera) | C     | Lionello Massimelli  |
|    | Italia (bandiera) | P     | Gianni Mazza         |
|    | Italia (bandiera) | D     | Santino Merli Sala   |
|    | Italia (bandiera) | C     | Giorgio Morini       |
|    | Italia (bandiera) | D     | Pier Luigi Sartirana |
|    | Italia (bandiera) | C     | Evert Skoglund       |

## Risultati

### Campionato

#### Girone di andata
| Arbitro: | Bin (Torino) |

|              |           |                           |
| Guidetti 72’ | Marcatori | 11’ Trevisan 74’ De Falco |

| Arbitro: | Valente (Monfalcone) |

|             |           |                    |
| Zanolla 79’ | Marcatori | 62’ (aut.) Malerba |

| Arbitro: | Catania (Roma) |

|  |           |              |
|  | Marcatori | 87’ Bressani |

| Arbitro: | Cassi (Pisa) |

|                                                 |           |  |
| Mochi 10’, 50’ Sartirana (aut) 12’ Messersì 27’ | Marcatori |  |

| Arbitro: | Caprini (Perugia) |

|           |           |  |
| Frara 13’ | Marcatori |  |

| Arbitro: | Gabbrielli (Prato) |

|                  |           |              |
| Pezzato 12’, 56’ | Marcatori | 54’ Bardelli |

| Arbitro: | Balsamo (Paola) |

|                                       |           |            |
| Betz 61’ Maruzzo 68’, 73’ Marozzi 87’ | Marcatori | 49’ Rondon |

| Arbitro: | Betti (Siena) |

|                    |           |  |
| Mandressi 58’, 90’ | Marcatori |  |

| Arbitro: | Tuveri (Cagliari) |

|                                                   |           |                          |
| Di Nicola 7’ Merli Sala 10’ Massimelli 24’ (rig.) | Marcatori | 14’ Di Prete 20’ Vertova |

| Arbitro: | Caprini (Perugia) |

|  |           |           |
|  | Marcatori | 65’ Frara |

| Arbitro: | Damiani (Ascoli Piceno) |

|                                        |           |                       |
| Di Nicola 26’ Maruzzo 69’ Guidetti 76’ | Marcatori | 88’ (rig.) D'Agostino |

| Arbitro: | Luci (Firenze) |

|                     |           |  |
| Pin 47’ Pessina 90’ | Marcatori |  |

| Arbitro: | Ramicone (Tivoli) |

|           |           |             |
| Frara 49’ | Marcatori | 36’ Barbuti |

| Arbitro: | Basile (Siracusa) |

|           |           |           |
| Bigon 48’ | Marcatori | 77’ Frara |

| Arbitro: | Ongaro (Rovigo) |

|               |           |  |
| Di Nicola 86’ | Marcatori |  |

| Arbitro: | Fassari (Catania) |

|                        |           |           |
| Gabriellini 87’ (rig.) | Marcatori | 48’ Frara |

| Busto Arsizio 23 gennaio 1983 17ª giornata | Pro Patria  | 0 – 0 | Mestre | Stadio Carlo Speroni\| Arbitro: \| Novi (Pisa) \| |
| Arbitro:                                   | Novi (Pisa) |       |        |                                                   |

#### Girone di ritorno
| Arbitro: | Agnelli (Siena) |

|              |           |                |
| De Falco 53’ | Marcatori | 87’ Merli Sala |

| Arbitro: | Laudato (Taranto) |

|             |           |              |
| Maruzzo 20’ | Marcatori | 80’ Ferretti |

| Arbitro: | Amendolia (Messina) |

|            |           |  |
| Araldi 55’ | Marcatori |  |

| Arbitro: | Dal Forno (Ivrea) |

|  |           |           |
|  | Marcatori | 24’ Tonti |

| Arbitro: | Valente (Monfalcone) |

|             |           |             |
| Rabitti 60’ | Marcatori | 48’ Maruzzo |

| Arbitro: | Basile (Siracusa) |

|           |           |              |
| Frara 33’ | Marcatori | 45’ Cavestro |

| Arbitro: | Damiani (Ascoli Piceno) |

|                                   |           |                       |
| Rondon 57’ (rig.) Arzeni 64’, 78’ | Marcatori | 27’ Maruzzo 56’ Frara |

| Arbitro: | Agnelli (Siena) |

|              |           |  |
| Betz 1’, 59’ | Marcatori |  |

| Arbitro: | Cassi (Pisa) |

|             |           |           |
| Formoso 62’ | Marcatori | 44’ Frara |

| Busto Arsizio 10 aprile 1983 27ª giornata | Pro Patria       | 0 – 0 | Brescia | Stadio Carlo Speroni\| Arbitro: \| Da Pozzo (Monza) \| |
| Arbitro:                                  | Da Pozzo (Monza) |       |         |                                                        |

| Arbitro: | De Luca (Napoli) |

|           |           |             |
| Telch 47’ | Marcatori | 43’ Cerrone |

| Arbitro: | Marascia (Roma) |

|                                         |           |  |
| Betz 37’ Cerrone 87’ Maruzzo 89’ (rig.) | Marcatori |  |

| Arbitro: | Nicoletti (Agropoli) |

|                             |           |  |
| Pari 17’ Cannata 80’ (rig.) | Marcatori |  |

| Arbitro: | Laricchia (Bari) |

|               |           |                            |
| Di Nicola 10’ | Marcatori | 71’ Marchetti 90’ Simonato |

| Arbitro: | Agnelli (Siena) |

|             |           |  |
| Melotti 50’ | Marcatori |  |

| Arbitro: | Pellicanò (Reggio Calabria) |

|              |           |                 |
| Bardelli 23’ | Marcatori | 64’ Gabriellini |

| Arbitro: | Ronchetti (Carpi) |

|                  |           |                 |
| Da Re 71’ (rig.) | Marcatori | 63’ E. Skoglund |

### Coppa Italia

#### Girone B
| Arbitro: | Albertini (Voghera) |

|              |           |             |
| Bardelli 22’ | Marcatori | 65’ Uzzardi |

| Arbitro: | Galbiati (Monza) |

|                         |           |                          |
| Berlinghieri 50’ (rig.) | Marcatori | 71’ Bardelli 88’ Maruzzo |

| Arbitro: | Boschi (Parma) |

|                      |           |                       |
| Sartirana 15’ (rig.) | Marcatori | 8’ (rig.) De Lorentis |

| Arbitro: | Mele (Bergamo) |

|                      |           |                      |
| Grosselli 50’ (rig.) | Marcatori | 53’ (rig.) Sartirana |

| Arbitro: | Baldas (Trieste) |

|                                 |           |                                      |
| Guidetti 55’ Frara 70’ Betz 77’ | Marcatori | 33’ (rig.) F. Corti 45’ Berlinghieri |

| Arbitro: | Dal Forno (Ivrea) |

|            |           |           |
| Baldan 60’ | Marcatori | 11’ Frara |